# 細川甚孝
細川 甚孝（ほそかわ しげのり、1971年1月9日 - ）は、パブリックセクターに関する政策/戦略立案、実施支援を専門とするコンサルタント。

## 来歴・人物
秋田県仙北市生まれ。秋田県立角館高等学校卒業後、都留文科大学文学部社会学科入学。
2000年 上智大学大学院文学研究科社会学専攻博士後期課程（満期退学）。上智大学大学院在学時は、農業・食料の社会学を軸として、農業・食料に関する制度分析を実施。満期退学後は、松江市内の土木設計会社において、地域開発セクションを立ち上げる。その後、隠岐諸島、山陰の市町村における地域振興などに携わる。
2008年 早稲田大学大学院公共経営研究科修了（公共経営修士：専門職）。早稲田大学では、公共経営・公会計を学ぶ。
2012年 独立 合同会社 政策支援を立ち上げ、自治体での公共経営に関する研修講師、様々な民間企業での社内コンサルタントとしても活動。
2020年 6月1日にYeah!Go! onlinesalonにて、自身のオンラインサロン「細川しげのり未来をつくるゼミナール」を主宰。
調査手法やターゲット特定、分析手法の構築による様々な調査、政策立案、各種計画書との連携など、依頼者、受講者のニーズにあわせたセミナーを開催している。
2022年4月に秋田県仙北市役所政策支援アドバイザーに就任。2024年4月に総務省地域力創造アドバイザーに就任。